# St. Georg (Wormstedt)

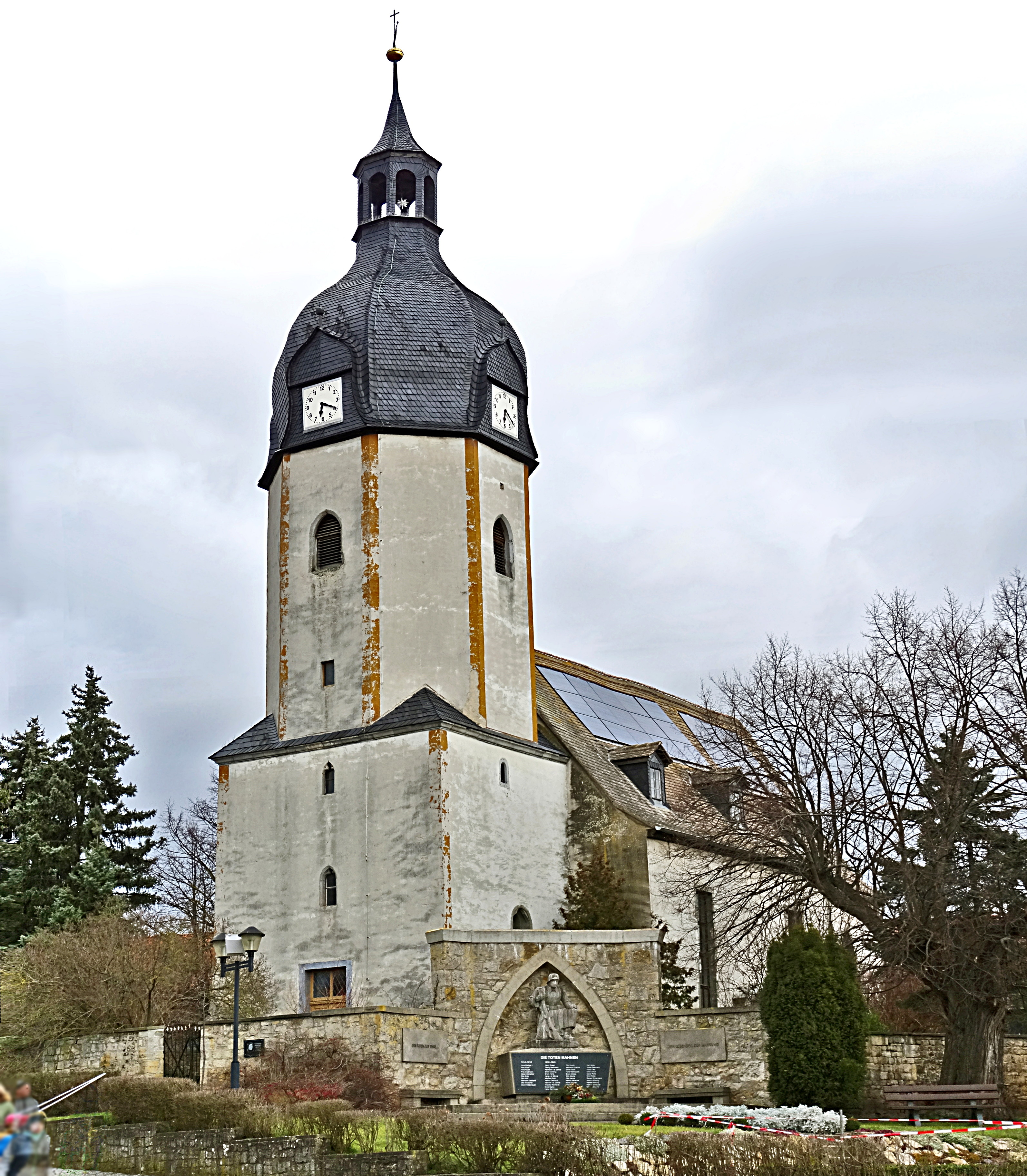
Die Kirche von Südwesten

Die evangelische Dorfkirche St. Georg steht mitten im Ortsteil Wormstedt der Stadt Bad Sulza im Landkreis Weimarer Land in Thüringen.

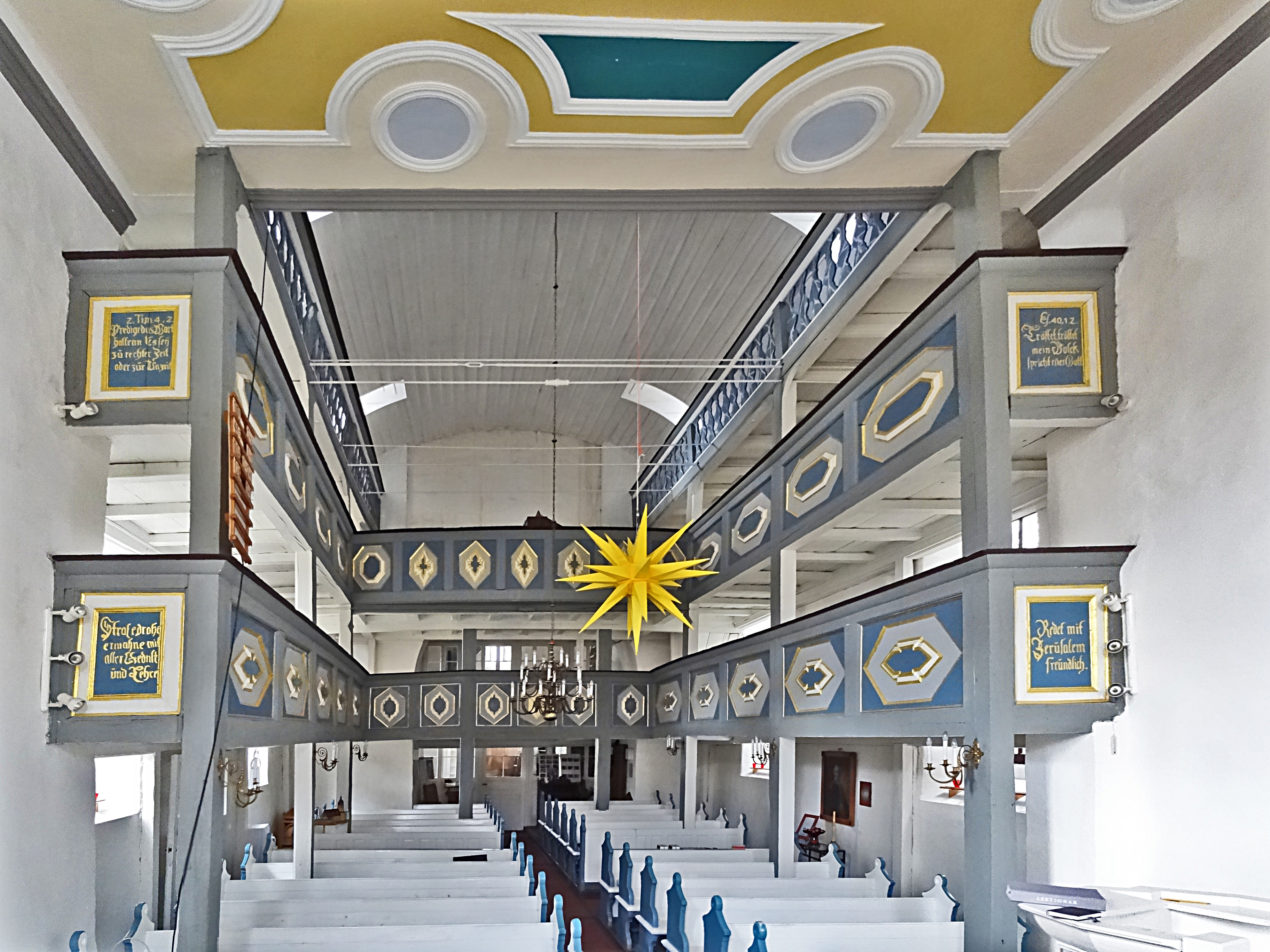
Innenansicht

## Geschichte
Der Bau der Kirche wurde im Jahr 1617 angefangen. Ein Jahr später war der Beginn des Dreißigjährigen Krieges. 1622 wurde die Kirche trotz Krieg vollendet.
Der Westturm ist 33 Meter hoch und verkörpert baumäßig die Übergangszeit der Romanik zur Gotik und wurde demnach schon im Jahr 1200 gebaut.
Das Kirchenschiff und der Chor sind in spätgotischer Bauweise gebaut worden. Sie haben Spitzbogenfenster. Nördlich vom Chor ist ein rechteckiger Bau angebracht. Es ist die Sakristei. Das Innere birgt Reste eines Sakramentenschreines. 1717 ist die Kirche vollendet worden.
Bereits 1691 ist eine Orgel vermerkt. 1755 erfolgte durch Adam Molau (Großbrembach) ein Um- und Neubau, danach mehrere Reparaturen. 1800 übernahm Ludwig Wilhelm Hähner (Arnstadt) einige Reparaturarbeiten. 1844 bauten die Gebr. Poppe (Jena) ein neues Instrument. 1856 übernahm Wilhelm Heerwagen (Klosterhäseler) letzte Korrekturen und das Instrument wurde im gleichen Jahr geweiht. 1972 wurde dieses Instrument wegen Unspielbarkeit abgebaut und seine Teile sind in alle Winde verstreut. Heute verfügt die Kirche über keine Orgel mehr.
Eine durchgreifende Erneuerung des Sakralbaus gab es 1884. Bei der Restaurierung in den 1980er Jahren war Horst Jährling der Berater.
Auf dem Kirchhof stand ein aus Stein gehauenes Taufbecken aus dem Jahre 1200. Es wurde 1996 wieder in die Kirche integriert.
Im Turm hängt neben zwei Eisenhartgussglocken der Firma Schilling & Lattermann (Apolda und Morgenröthe) eine der ältesten Glocken der Region, eine Bronzeglocke aus dem Jahr 1454. Ihre Inschrift lautet / in dcm  liiii iare ben ich gegossen marien un vordroßen/ 

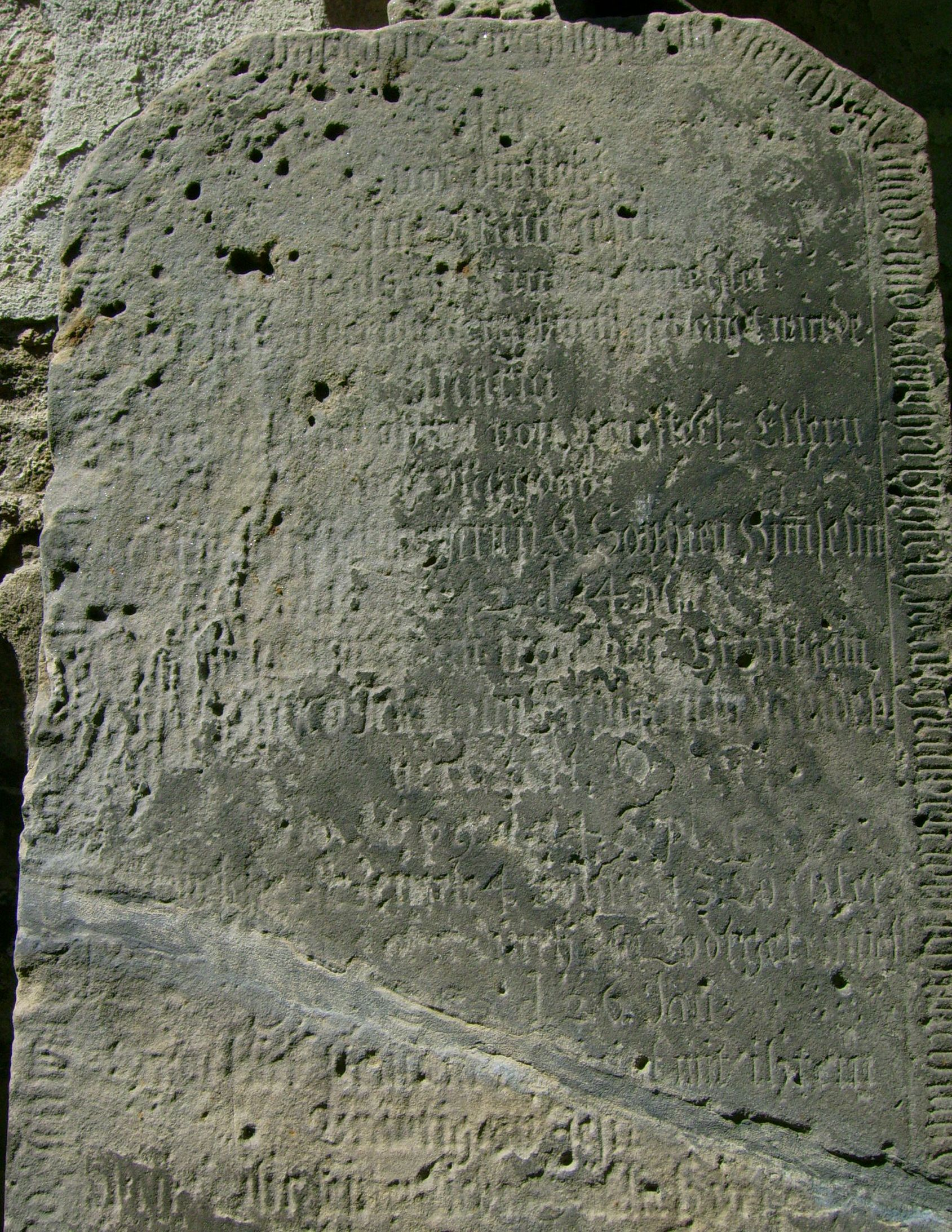
Telemann-Grabstein

Der Grabstein der Mutter des Komponisten Georg Philipp Telemann, Maria Telemann (geb. Haltmeyer), wurde gefunden, identifiziert und rekonstruiert. Sie hatte bei ihrem Sohn Heinrich Mathias Telemann, Pfarrer in Wormstedt, gelebt. Der Grabstein ist heute im Foyer Telemann neben der Kirche zu sehen.